# George Godfrey Harrap
George Godfrey Harrap, né le 18 janvier 1868 à Londres et mort en 1938, est un éditeur britannique, fondateur de la maison d'édition George G. Harrap and Co.